# Martin Hoffmann (labdarúgó)
Martin Hoffmann (Gommern, 1955. március 22. –) olimpiai bajnok német labdarúgó.
Az NDK válogatott tagjaként részt vett az 1974-es világbajnokságonés az 1976. évi nyári olimpiai játékokon.

## Sikerei, díjai
Magdeburg
- Keletnémet bajnok (2): 1973–74, 1974–75
- Keletnémet kupa (3): 1977–78, 1978–79, 1982–83
- Kupagyőztesek Európa-kupája (1): 1973–74

NDK
- Olimpiai aranyérmes (1): 1976